# Nymphon foxi
Nymphon foxi is een zeespin uit de familie Nymphonidae. De soort behoort tot het geslacht Nymphon. Nymphon foxi werd in 1927 voor het eerst wetenschappelijk beschreven door Calman. 